# Sint-Janskerk (Maastricht)

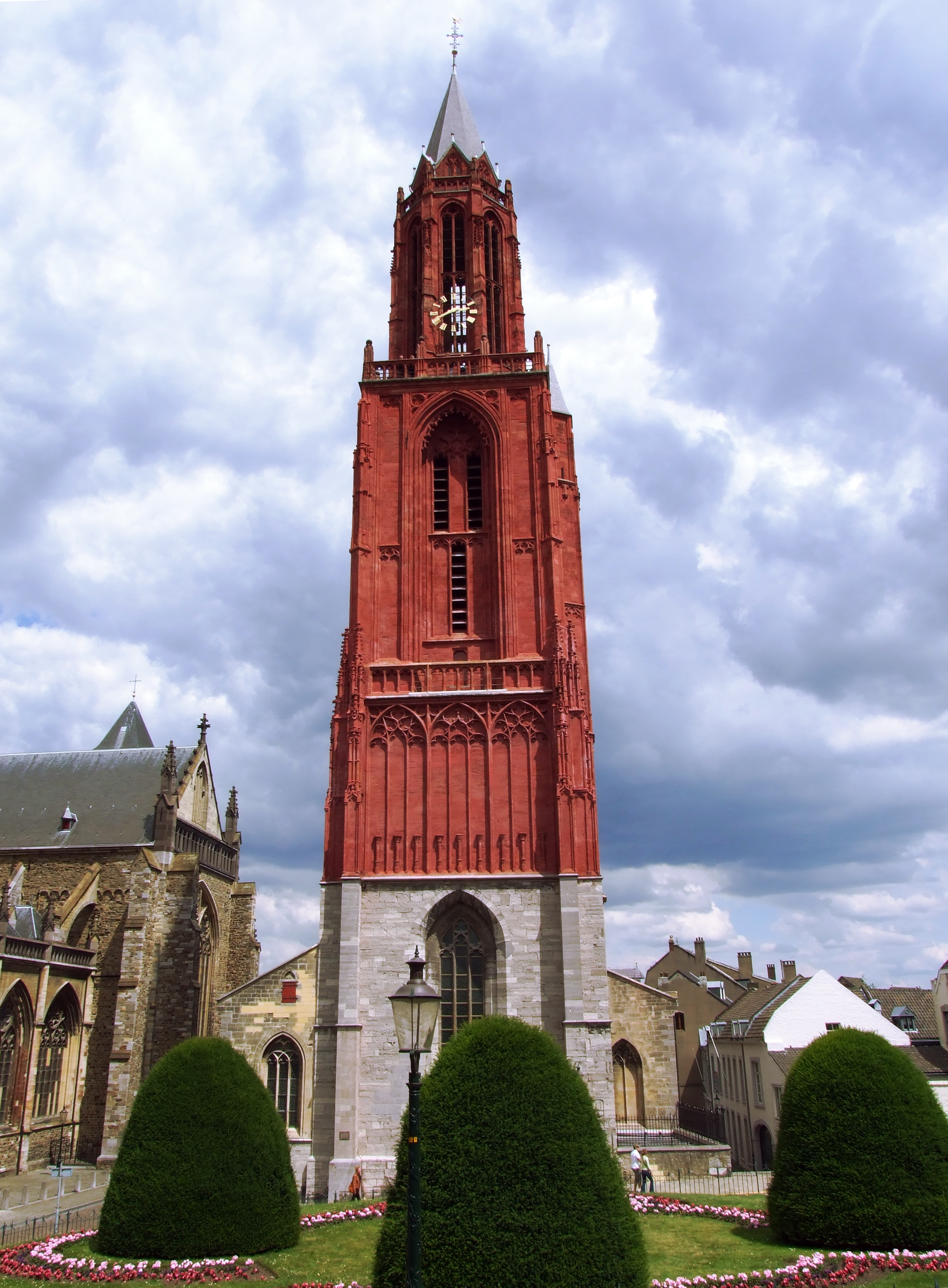
Pohled na Sint Janskerk, Maastricht

Sint-Janskerk (kostel svatého Jana) je protestantský kostel v centru holandského města Maastricht. Nachází se v bezprostřední blízkosti katolického kostela Servaasbasiliek.

## Historie
První zmínka o kostele Sint-Janskerk je z roku 1218. Jako farní kostel byl postaven přímo vedle staršího kostela sv. Servatia. V roce 1366 se během bouře stará věž zhroutila. Ve druhé polovině 15. století byla postavena současná věž s výškou 79 metrů. V roce 1632 kostel přešel kostel do správy protestantské církve. Od 18. století byly prováděny různé renovace. Při poslední velké rekonstrukci v roce 1984 získala kostelní věž svou charakteristickou červenou barvu.

## Varhany
V roce 1780 Joseph Binvignat přestavěl stávající varhany s použitím původního historického materiálu (příslušné registry jsou označeny písmenem "H"). V roce 1992 prošly varhany další rekonstrukcí. Nástroj má 25 registrů na dvou manuálech.
| I Grand Orgue C–f3 |               |     |   |
| 1.                 | Grand Bourdon | 16′ | H |
| 2.                 | Montre        | 8′  | H |
| 3.                 | Bourdon       | 8′  | H |
| 4.                 | Prestant      | 4′  | H |
| 5.                 | Flûte         | 4′  |   |
| 6.                 | Nasard        |     |   |
| 7.                 | Doublette     | 2′  | H |
| 8.                 | Tierce        |     |   |
| 9.                 | Fourniture IV |     | H |
| 10.                | Cornet IV     |     |   |
| 11.                | Trompette     | 8′  | H |
| 12.                | Clairon       | 4′  |   |

| II Positif C–f3 |                |    |
| 13.             | Montre         | 8′ |
| 14.             | Bourdon        | 8′ |
| 15.             | Prestant       | 4′ |
| 16.             | Flûte          | 4′ |
| 17.             | Nasard         |    |
| 18.             | Doublette      | 2′ |
| 19.             | Flageolet      | 2′ |
| 20.             | Tierce         |    |
| 21.             | Fourniture III |    |
| 22.             | Cromorne       | 8′ |
|                 | Tremulant      |    |

| Pedal C–d1 |          |     |   |
| 23.        | Soubasse | 16′ | H |
| 24.        | Flûte    | 8′  |   |
| 25.        | Bombarde | 16′ |   |